# Brankovo
Brankovo – wieś w Słowenii, w gminie Velike Lašče. W 2018 roku liczyła 21 mieszkańców.